# Moker (band)
Moker is een Belgisch jazz-kwintet werd opgericht door Mathias Van de Wiele.
Moker bracht vijf albums uit. Daarnaast werd in 2008 het gezamenlijke album Chopsticks uitgebracht samen met drie andere bands waarin Van de Wiele speelt.
Moker werd in oktober 2000 gevormd onder impuls van Mathias Van de Wiele (gitarist, componist). De doelstelling was een groep te vormen waarbinnen geëxperimenteerd kon worden met eigen composities en vrije improvisatievormen.

## Discografie
- 2002 Naptime
- 2005 Konglong (W.E.R.F.Records)
- 2008 Chopsticks (Chopstick Records), gezamenlijke cd met Barkin', Prak en Brick Quartet
- 2009 Moker (El Negocito Records)
- 2013 Overstroomd (W.E.R.F.Records)
- 2016 Ladder (el Negocito Records)